# Marais de Germont-Buzancy
Marais de Germont-Buzancy este o arie protejată (sit de importanță comunitară — SCI) din Franța întinsă pe o suprafață de 99 ha, integral pe uscat.

## Localizare
Centrul sitului Marais de Germont-Buzancy este situat la coordonatele 49°26′03″N 4°54′11″E / 49.43417°N 4.90306°E.

## Înființare
Situl Marais de Germont-Buzancy a fost declarat arie specială de conservare în baza directivei 92/43 din 1992 referitoare la conservarea habitatelor naturale și a faunei și florei sălbatice pentru a proteja 2 specii de animale.

## Biodiversitate
Situată în ecoregiunea continentală, aria protejată conține 6 habitate naturale: Mlaștini calcaroase cu Cladium mariscus și specii de Caricion davallianae, Mlaștini alcaline, Păduri aluvionare cu Alnus glutinosa și Fraxinus excelsior (Alno-Padion, Alnion incanae, Salicion albae), Liziere de ierburi înalte hidrofile de câmpie și de nivel montan până la alpin, Lacuri eutrofice naturale cu vegetație de tip Magnopotamion sau Hydrocharition, Pajiști cu Molinia pe soluri calcaroase, turboase sau argilos-nămoloase (Molinion caeruleae).
La baza desemnării sitului se află mai multe specii protejate:
- mamifere (1): castor (Castor fiber)
- nevertebrate (1): Coenagrion mercuriale

Pe lângă speciile protejate, pe teritoriul sitului au mai fost identificate 8 specii de plante, 14 specii de păsări, 3 specii de amfibieni, 4 specii de mamifere.